# Гумористична фантастика
Гуморист́ична фант́астика — різновид фантастичної літератури (включаючи фентезі), яка використовує гумористичну форму. Традиція з'єднання зародилася в античності («Метаморфози, або Золотий осел» Апулея). Зразками гумористичної фантастики можуть бути збірки оповідань Генрі Каттнера та Кетрін Мур «У роботів нема хвостів» чи цикл творів Гаррі Гаррісона «Щур з нержавіючої сталі» .
Роман Д.Свіфта «Подорож Гуллівера» зіграв принципову роль у народженні гумористичного варіанта науково-фантастичного роману. Герберт Уеллс розробляв сатиричну лінію в науковій фантастиці. У сатирико-гумористичній науковій фантастиці людський образ нерідко переноситься на образ інопланетної істоти. Великий вплив Г.Уеллса на традицію сатиричної антиутопії. Фантастика є дієвим засобом для викривальної сатири, тому фантастична сатира надзвичайно різноманітна.

## Іронічна фентезі
Комічним різновидом сучасної фантастики є іронічне фентезі. Основою для іронічного фентезі Східної Європи стали твори Террі Прачетта, але в цьому різновиді фентезі російські письменники одразу перейшли до слов'янського язичницького минулого. У жанрі іронічного фентезі писав Михайло Успенський: романи «Там, де нас нема» (1995 р.), «Під час Воно» і «Кого за смертю посилати». Інші приклади іронічного фентезі: «Катали ми ваше Сонце» (1997 р.) Є.Лукіна, «Чорна стіна» Л.Кудрявцева (поєднання іронії та абсурду).